# Paraclytus raddei
Paraclytus raddei är en skalbaggsart som först beskrevs av Ludwig Ganglbauer 1882.  Paraclytus raddei ingår i släktet Paraclytus och familjen långhorningar.
Artens utbredningsområde är Iran. Inga underarter finns listade i Catalogue of Life.